# Prisojnik
De Prisojnik is een berg met een hoogte van 2547 meter ten zuiden van Kranjska Gora in de Julische Alpen in het noordwesten van Slovenië.
Vanaf de berghut Postarski Dom bereikbaar vanaf de Vršič-pas is een uitzicht op de Prisojnik.

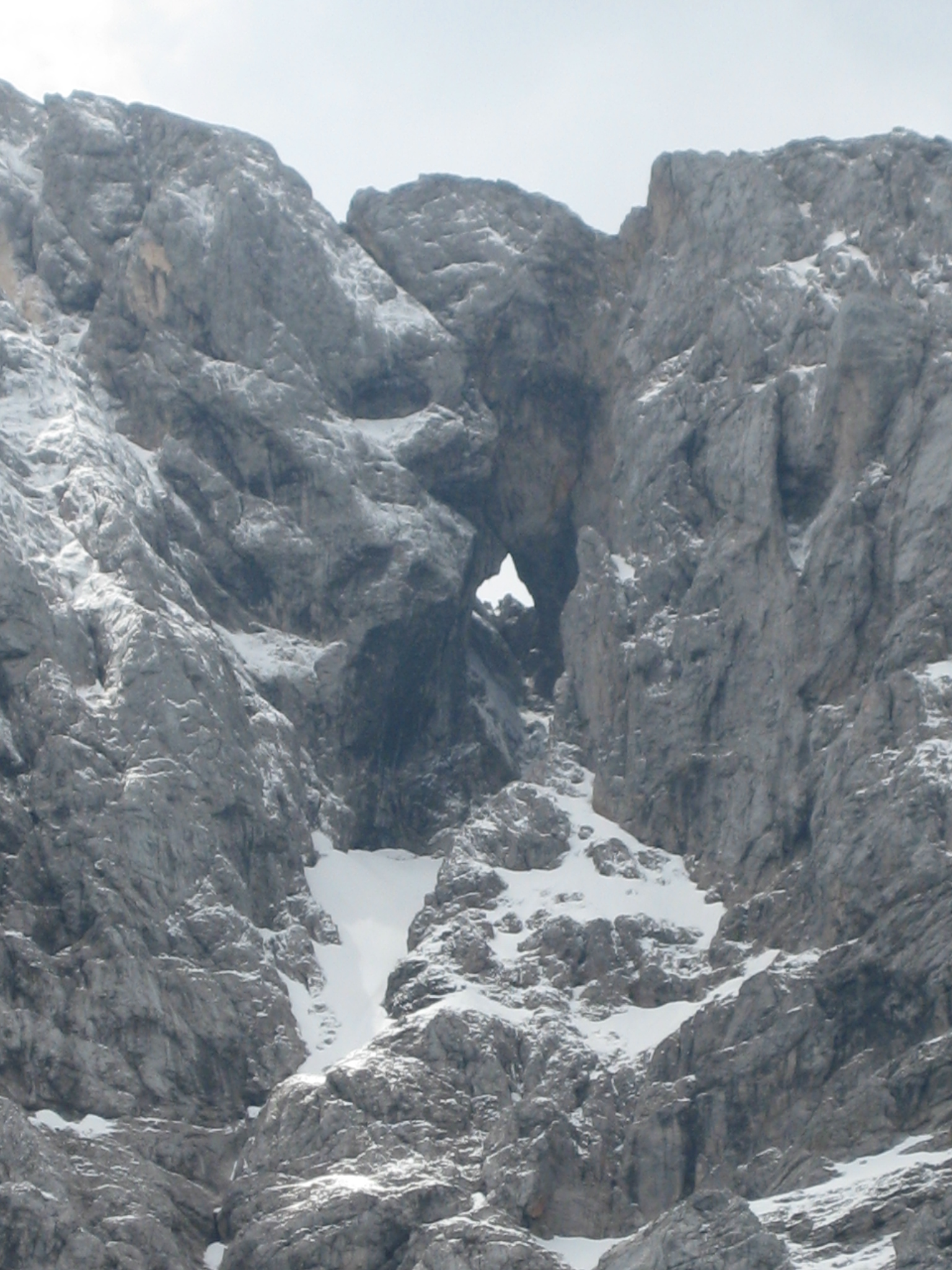